# 新神戸駅出口
新神戸駅出口（しんこうべえきでぐち）は、兵庫県神戸市中央区にある阪神高速道路32号新神戸トンネルの出口。箕谷方面からの出口のみのハーフICである。

## 道路
- 阪神高速32号新神戸トンネル (32-03)

## 接続する道路
- 神戸市道新神戸停車場線

## 歴史
- 1988年（昭和63年）11月16日：第2新神戸トンネルが開通[1]。出口の供用開始。
- 2012年（平成24年）10月1日：新神戸トンネル有料道路が神戸市道路公社から阪神高速道路へ移管[2]。

## 隣
阪神高速32号新神戸トンネル（南行）
(32-05) 箕谷入口/JCT - (32-03) 新神戸駅出口 - (32-02) 神若出口